# 700
El 700 (DCC) fou un any de traspàs començat en dijous del calendari julià.

## Esdeveniments
- Apogeu de la cultura zapoteca a Mèxic
- S'inventa la porcellana
- Els àrabs comencen la conquesta del Marroc

## Necrològiques
- Cunincpert, rei dels Llombards